# L'età d'oro
L'età d'oro è un film del 2016 diretto da Emanuela Piovano che è stato presentato in anteprima nazionale in concorso al Bari International Film Festival.
Il film è l'adattamento cinematografico del libro L'età d'oro – Il caso Véronique di Francesca Romana Massaro e Silvana Silvestri, pubblicato da Emmebi Edizioni.
La pellicola è dedicata ad Annabella Miscuglio e a suo figlio Pierluigi Alto, alla cui storia è ispirato.

## Trama
Sid è cresciuto con la madre Arabella in un'allegra e un po' naïf comunità pugliese, in cui si era pervasi da affetto sincero e da una grande passione per il cinema, ci si confrontava con ardore su tutti gli aspetti della vita. Dopo anni di lontananza torna nel paese della sua infanzia dove la madre aveva creato un'arena cinematografica. Nonostante i decenni di incomprensioni con la madre, il viaggio nei ricordi d'infanzia lo condurrà a comprenderne maggiormente le diverse sfumature umane ed esistenziali: una regista, una femme fatale, un'amica, una sostenitrice di un cinema fuori dagli schemi nel paesino nel quale vive da anni.

## Distribuzione
Il film è stato distribuito nelle sale italiane dal 7 aprile 2016, da Bolero Film. Il 7 marzo 2017 Kitchenfilm ha distribuito l’inedito director’s cut in versione DVD. L’edizione speciale a doppio disco contiene 4 minuti in più e presenta un montaggio alternativo rispetto alla versione presentata in sala.